# Bistum Kasongo
Das Bistum Kasongo (lateinisch Dioecesis Kasongoënsis, französisch Diocèse de Kasongo) ist eine in der Demokratischen Republik Kongo gelegene römisch-katholische Diözese mit Sitz in Kasongo.

## Geschichte
Das Bistum Kasongo wurde am 10. Januar 1952 durch Papst Pius XII. mit der Apostolischen Konstitution Pro supremi aus Gebietsabtretungen der Apostolischen Vikariate Baudouinville und Kivu als Apostolisches Vikariat Kasongo errichtet. Am 10. November 1959 wurde das Apostolische Vikariat Kasongo durch Papst Johannes XXIII. mit der Apostolischen Konstitution Cum parvulum zum Bistum erhoben und dem Erzbistum Bukavu als Suffraganbistum unterstellt. Das Bistum Kasongo gab am 16. April 1962 Teile seines Territoriums zur Gründung des Bistums Uvira ab.

## Ordinarien

### Apostolische Vikare von Kasongo
- Richard Cleire MAfr, 1952–1959

### Bischöfe von Kasongo
- Richard Cleire MAfr, 1959–1963
- Noël Mala, 1963–1964
- Timothée Pirigisha Mukombe, 1966–1990
- Christophe Munzihirwa Mwene Ngabo SJ, 1990–1995, dann Erzbischof von Bukavu
- Théophile Kaboy Ruboneka, 1995–2009, dann Koadjutorbischof von Goma
- Placide Lubamba Ndjibu MAfr, seit 2014